# 国民勲章
国民勲章（こくみんくんしょう、國民勳章、朝: 국민훈장）は、大韓民国の勲章。1967年1月16日の賞勲法改正により制定された。

## 授与対象
国民勲章は賞勲法第12条により、「政治・経済・社会・教育・学術分野に功績を立てて国民の福祉向上及び国家発展に寄与した功績が明確な者」へ授与されることが規定されている。1967年の制定当初は「体育やその他の文化の発展」において功績を挙げた者も対象に含まれていたが、これら2者については1973年1月25日の賞勲法改正で、文化勲章の再制定と体育勲章の新設という形で分離された。

## 等級
国民勲章は5等級からなり、各等級の名称は賞勲法施行令第11条により定められている。
国民勲章の下位には賞勲法第21条で規定される国民褒章（こくみんほうしょう、國民褒章、건국포장）が存在するが、同褒章の授与対象は国民勲章よりも幅広く、人命救助や財産の寄付などの善行を行ったり、公益事業に従事した人物も含まれている。
| 等級 | 勲章名                               | 略綬 |
| ---- | ------------------------------------ | ---- |
| 1等  | 国民勲章無窮花章 (국민훈장 무궁화장) |      |
| 2等  | 国民勲章牡丹章 (국민훈장 모란장)     |      |
| 3等  | 国民勲章冬柏章 (국민훈장 동백장)     |      |
| 4等  | 国民勲章木蓮章 (국민훈장 목련장)     |      |
| 5等  | 国民勲章石榴章 (국민훈장 석류장)     |      |

## 意匠
国民勲章の各等級の意匠は賞勲法施行令第13条により定められている。章と綬からなる正章、襟章と略綬のセットが基本で、さらに上位2等級の無窮花章と牡丹章には副章が添う。
章飾の意匠は、表面中央の紅玉円板にあしらわれた無窮花から八稜の太陽光線が伸びた形状で、正章の章には月桂冠と鳩の翼を組み合わせた鈕が付く。綬は黄色地の両端に緑線が入り、石榴章から牡丹章までは細線が1本ずつ増えるが、無窮花章の大綬は無地（略綬は太線1本）となり、その本数（と太さ）で等級が区別される。
正章はそれぞれ、無窮花章は右肩から下げて佩用する大綬章、牡丹・冬柏各章は喉元に帯びて佩用する中綬章、木蓮・石榴各章は左胸に佩用するロゼット付き小綬章である。上位2等級の副章はいずれも左胸に佩用する星章である。また、国民褒章は木蓮・石榴各章と同じロゼット付き小綬章だが、金属部品は銀色となり、綬は黄色地の中央に緑線1本が入る。
なお、従来の無窮花章の女性用章飾は男性用より小さい寸法が規定されていたが、2015年12月31日の賞勲法施行令改正により男性用の寸法に統合された。

## 著名な受章者
- 黄慧性（英語版）（1986年）
- トム・キム（英語版）
- ベンジャミン・W・リー
- 李承憲（英語版）（イルチ・イ、一指李承憲）
- ケビン・オドネル（英語版）
- ヨンギー・パクパーン（2007年）
- 朴木月（1972年）
- 孫基禎
- ヤール・ヴァールストレーム（英語版）（1983年）
- 李方子（大韓帝国最後の皇太子李垠の妃･日本の元皇族）（旧名 梨本宮 方子）死後追贈
- 杉岡洋一（2002年）日本の医学者・九州大学総長
- 富山妙子（2021年）日本の画家
- 中嶋正昭（2021年）日本基督教団牧師　故人